# Свети Николай (Трановалто)
„Свети Николай“ (на гръцки: Αγίου Νικολάου) е възрожденска православна църква в кожанското село Трановалто, Егейска Македония, Гърция, част от Сервийската и Кожанска епархия.
Църквата е изградена в 1753 година. Разположена е под пътя към Фрурио, срещу църквата „Света Богородица“. В архитектурно отношение представлява еднокорабен храм. В интериора са запазени забележителни стенописи от датата на построяване. Подът е покрит с мраморни плочи.